# Kravlemålasjön
Kravlemålasjön är en sjö i Värnamo kommun i Småland och ingår i Lagans huvudavrinningsområde. Sjön är 6,1 meter djup, har en yta på 0,388 kvadratkilometer och är belägen 229,1 meter över havet. Sjön avvattnas av vattendraget Lillån. Vid provfiske har abborre, gädda, mört och sutare fångats i sjön.

## Delavrinningsområde
Kravlemålasjön ingår i det delavrinningsområde (634068-140319) som SMHI kallar för Inloppet i Hindsen. Medelhöjden är 224 meter över havet och ytan är 7,92 kvadratkilometer. Det finns inga delavrinningsområden uppströms utan avrinningsområdet är högsta punkten. Lillån som avvattnar avrinningsområdet har biflödesordning 2, vilket innebär att vattnet flödar genom totalt 2 vattendrag innan det når havet efter 187 kilometer. Delavrinningsområdet består mestadels av skog (78 procent). Avrinningsområdet har 0,45 kvadratkilometer vattenytor vilket ger det en sjöprocent på 5,6 procent.